# Kayu Manis (Sindang Kelingi)
Kayu Manis is een bestuurslaag in het regentschap Rejang Lebong van de provincie Bengkulu, Indonesië. Kayu Manis telt 488 inwoners (volkstelling 2010).